# Abriès
Abriès település volt Franciaországban, Hautes-Alpes megyében. Lakosainak száma 295 fő (2018. január 1.). Abriès Aiguilles, Cervières, Ristolas, Bobbio Pellice, Cesana Torinese, Prali és Sauze di Cesana községekkel határos. 2019. január 1-től Abriès-Ristolas része.

## Népesség
A település népességének változása:
| Lakosok száma | 195  | 207  | 271  | 354  | 382  | 343  | 322  | 312  | 299  | 295  |
|               | 1968 | 1975 | 1982 | 1999 | 2006 | 2011 | 2013 | 2016 | 2017 | 2018 |